# ISelect
iSelect (o iSelectBowie) es un álbum recopilatorio del músico y compositor británico David Bowie, lanzado originalmente en el Reino Unido e Irlanda el 29 de junio de 2008.
El CD contine una colección de canciones escogidas por el mismo Bowie y fue un regalo exclusivo del periódico dominical inglés The Mail On Sunday. 
Bowie se alejó del habitual grandes éxitos y compiló una selección de sus temas favoritos, incluyendo solo tres sencillos ("Life on Mars?," "Loving the Alien" y "Time Will Crawl"). Además, la versión de "Time Will Crawl" que aparece en el disco es una remezcla con secciones regrabadas.
Es el único lanzamiento que contiene la canción "Some Are", que no está disponible desde mediados de los años 1990 cuando se dejó de editar la reedición de 1991 de Low (1977) donde aparece como pista adicional. También contiene un medley de "Sweet Thing" y "Candidate".

## Lanzamiento
Debido a demanda popular, Virgin/EMI lanzó el CD en Estados Unidos el 14 de octubre de 2008. Es idéntico al lanzamiento de The Mail On Sunday a excepción de que viene empaquetado en un jewel case y las canciones vienen con los comentarios que se publicaron en el periódico.

## Lista de canciones
1. "Life on Mars?" (de Hunky Dory) – 3:49
2. "Sweet Thing/Candidate/Sweet Thing (Reprise)" (de Diamond Dogs) – 8:47
3. "The Bewlay Brothers" (de Hunky Dory) – 5:23
4. "Lady Grinning Soul" (de Aladdin Sane) – 3:51
5. "Win" (de Young Americans) – 4:44
6. "Some Are" (pista adicional de la reedición de 1991 de Low[4]) – 3:13
7. "Teenage Wildlife" (de Scary Monsters (and Super Creeps)) – 6:51
8. "Repetition" (de Lodger) – 3:01
9. "Fantastic Voyage" (de Lodger) – 2:54
10. "Loving the Alien" (de Tonight) – 7:08
11. "Time Will Crawl (MM Remix)" (versión original aparece en Never Let Me Down) – 4:54
  - 30 segundos de silencio al final de la pista.
12. "Hang on to Yourself (Live)" (de Live Santa Monica '72) – 3:06